# Sélestat
Sélestat é uma comuna francesa na região administrativa de Grande Leste, no departamento Baixo Reno. Estende-se por uma área de 44,39 km². Em 2010 a comuna tinha 19 629 habitantes (densidade: 442,2 hab./km²).